# ジョーダン・EJ12
ジョーダン・EJ12 (Jordan EJ12) は、ジョーダン・グランプリが2002年のF1世界選手権参戦用に開発したフォーミュラ1カー。2002年の開幕戦から最終戦まで実戦投入された。デザイナーはエグバル・ハミディ。

## 開発の方針
1996年以来チームのタイトルスポンサーであったベンソン&ヘッジスが支援を縮小。代わりにDHLがタイトルスポンサーとなった。
2001年シーズンからの向上を狙い、フロントノーズを高く持ち上げて空力を有効活用するマシンに仕上げたが、それがあだとなり前方の視界が悪く、フロントサスペンションロアアームは大型のツインキールを介して装着されていたが、強度が不足気味だった。そのため、車高変化による空力的な面やセッティング面において敏感なマシンになってしまった。テクニカルディレクターのハミディはシーズン序盤に更迭され、後任のアンリ・デュランと、チームに復帰したゲイリー・アンダーソンが改良作業を行った。
フロントウィングは当初、EJ11と同様の段差のついたタイプを使用していたが、シーズン途中で全体が湾曲したタイプに変更された。
ドライバーはジョーダンへ復帰したジャンカルロ・フィジケラと、テストドライバーからF1デビューを果たした佐藤琢磨。2002年シーズンの関心は、同じホンダエンジンを搭載するB・A・Rとのランキング争いになった。フィジケラは粘りの走りで4度のポイント獲得。佐藤はマレーシアGPでフィジケラに追突、モナコGPでフィジケラに順位を譲ろうとしてクラッシュ、オーストリアGPではスピンしたニック・ハイドフェルドに突っ込まれてマシンが大破するなどアクシデントが続いたが、最終戦日本GPで5位初入賞し、チームのランキング6位浮上に貢献した。しかし、この年限りでホンダエンジンを失うことになった。

## スペック

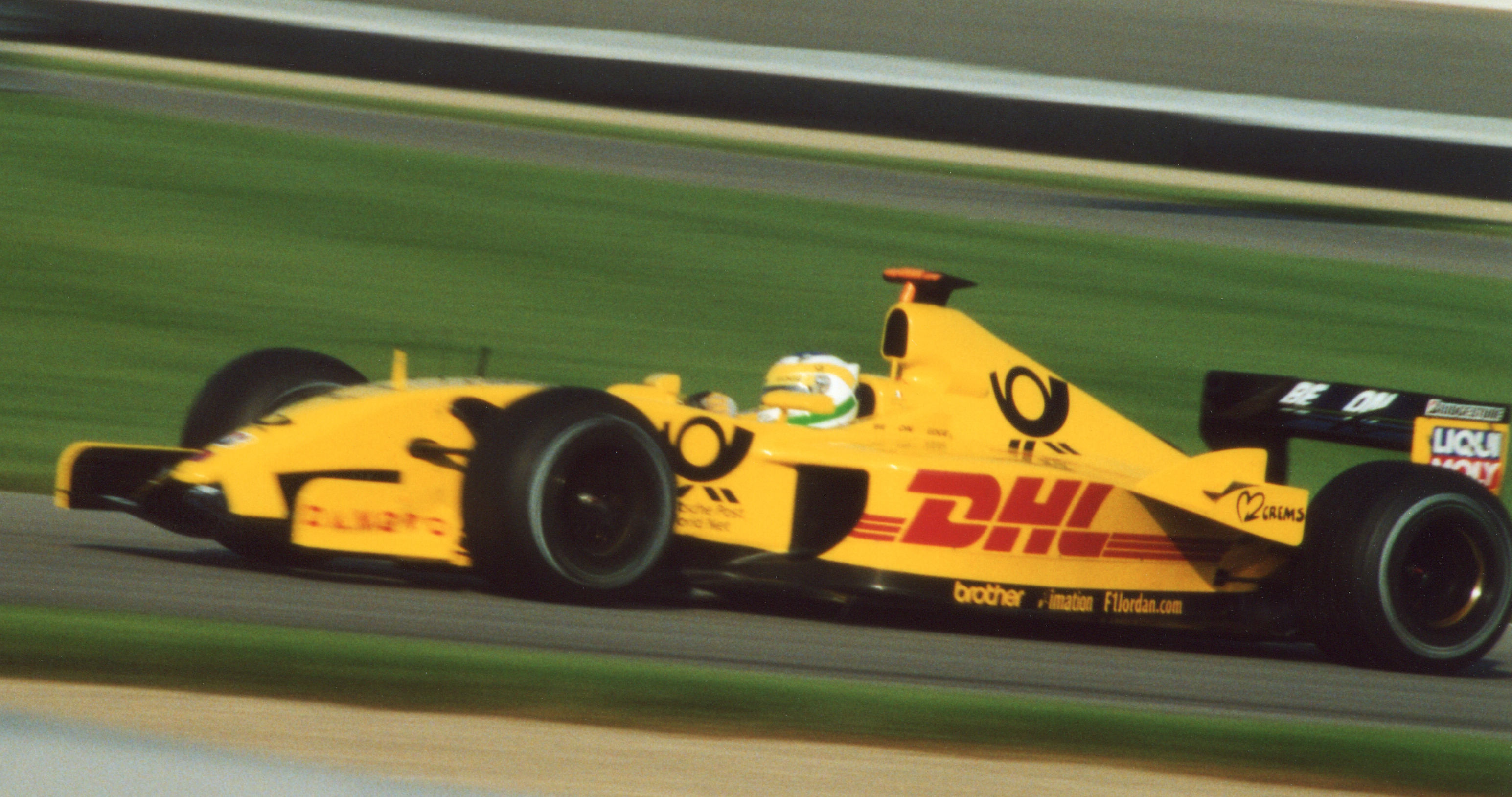
アメリカGPにてフィジケラがドライブするEJ12

### シャーシ
- シャーシ名 EJ12
- シャーシ構造 カーボンファイバー製モノコック
- 全長 4,600mm
- 全高 950mm
- ホイールベース 3,150mm
- 前トレッド 1,445mm
- 後トレッド 1,405mm
- クラッチ AP
- ブレーキキャリパー ブレンボ
- ブレーキディスク・パッド ブレンボ
- サスペンション 前後共にコンポジット製プッシュロッド&トーションバー・スプリング・アッパー&ボトムウィッシュボーン・組み立て式アップライト&アンチロールバー
- ダンパー ジョーダン・ペンスキー
- ホイール O・Z
- タイヤ ブリヂストン
- ギアボックス 縦置き7速＋リバース1速セミオートマチック/マグネシウム製ケーシング
- エレクトロニクス TAGエレクトロニクス
- 燃料タンク容量  110L
- 重量 冷却水、潤滑油、ドライバーを含めて605kg（決勝は600kg）

### エンジン
- エンジン名 ホンダRA002E
- 気筒数・角度 V型10気筒・90度
- 排気量 2,993.0cc
- 最高回転数 18,200回転以上
- 最大馬力 835馬力以上
- 重量 96kg
- スパークプラグ NGK
- 燃料 エルフ
- 潤滑油 エネオス

## 運転体験プログラム
イギリスのボヴィンドン飛行場で、佐藤が走らせたマシンを運転できるサービスが発表された。ホンダのV10からジャッド製の3リッター600馬力、10500rpmのF3000エンジンに交換されている。EJ12を運転する前にBMW・M3およびF1000カーでドライバーの指導と練習走行を行う。値段は10周の「ジョーダンF1運転体験」999ポンド（約15万円）から最も高いものでは、さらに周回数の多い「グランプリ体験」の3,750ポンド（約56万円）となる。

## F1における全成績
(key) （太字はポールポジション）
| 年     | No. | ドライバー               | 1   | 2   | 3   | 4   | 5   | 6   | 7   | 8   | 9   | 10  | 11  | 12  | 13  | 14  | 15  | 16  | 17  | ポイント | ランキング |
| 年     | No. | ドライバー               | AUS | MAL | BRA | SMR | ESP | AUT | MON | CAN | EUR | GBR | FRA | GER | HUN | BEL | ITA | USA | JPN | ポイント | ランキング |
| ------ | --- | ------------------------ | --- | --- | --- | --- | --- | --- | --- | --- | --- | --- | --- | --- | --- | --- | --- | --- | --- | -------- | ---------- |
| 2002年 | 9   | ジャンカルロ・フィジケラ | Ret | 13  | Ret | Ret | Ret | 5   | 5   | 5   | Ret | 7   | WD  | Ret | 6   | Ret | 8   | 7   | Ret | 9        | 6位        |
| 2002年 | 10  | 佐藤琢磨                 | Ret | 9   | 9   | Ret | Ret | Ret | Ret | 10  | 16  | Ret | Ret | 8   | 10  | 11  | 12  | 11  | 5   | 9        | 6位        |

- 決勝最高位5位4回　予選最高位5位2回（2002年）
- コンストラクターズランキング6位。
- ドライバーズランキング11位（ジャンカルロ・フィジケラ）
- ドライバーズランキング15位（佐藤琢磨）

## 参照
1. ↑  “You can own an ex-Takuma Sato Jordan F1 car”.   Motor1.com 2020-09-10. 2021年8月30日閲覧。
2. 1 2  “Motorsport fans can now drive a real £4.5m F1 car themselves”.   THE SCOTSMAN 2021-01-25. 2021年8月30日閲覧。